# Station Gulskogen
Station Gulskogen is een station in  Gulskogen in de gemeente Drammen  in  Noorwegen. Het station ligt aan Sørlandsbanen, maar wordt alleen gebruikt voor de stoptrein tussen Kongsberg en Eidsvoll.